# Salman Schocken
Salman Schocken ou Shlomo Zalman Schocken (hébreu : שלמה זלמן שוקן ; né le 30 octobre 1877 à Margonin, province de Posnanie, aujourd'hui en Pologne, et mort le 6 août 1959, à Pontresina dans les Grisons en Suisse) est un éditeur juif allemand, cofondateur de la chaine de grands magasins Kaufhaus Shocken. Il est déchu de la nationalité allemande et immigre en Palestine mandataire en 1934. Il devient le propriétaire du journal Haaretz. Il s'installe en 1940 aux États-Unis où il fonde la maison d'édition Schoken Books. Il publie Samuel Joseph Agnon, Franz Kafka et Martin Buber.

## Biographie
Salman Schocken est né le 30 octobre 1877 à Margonin, province de Posnanie,
,,,.
Il est le fils de Isaac Schocken et de Eva Schocken.
Salman Schocken est le fondateur de la libraire Shocken, à Jérusalem. Construite par Erich Mendelssohn, sur ce qui est aujourd’hui le 6 rue Balfour, en face de la résidence des premiers Ministres en Israël, elle contenait des dizaines de milliers de livres, dont une partie fut dispersée après sa mort. Aujourd’hui, cette librairie est devenu le siège du Jewish Theological Seminary of America.